# Frankfurter Straße (Braunschweig)

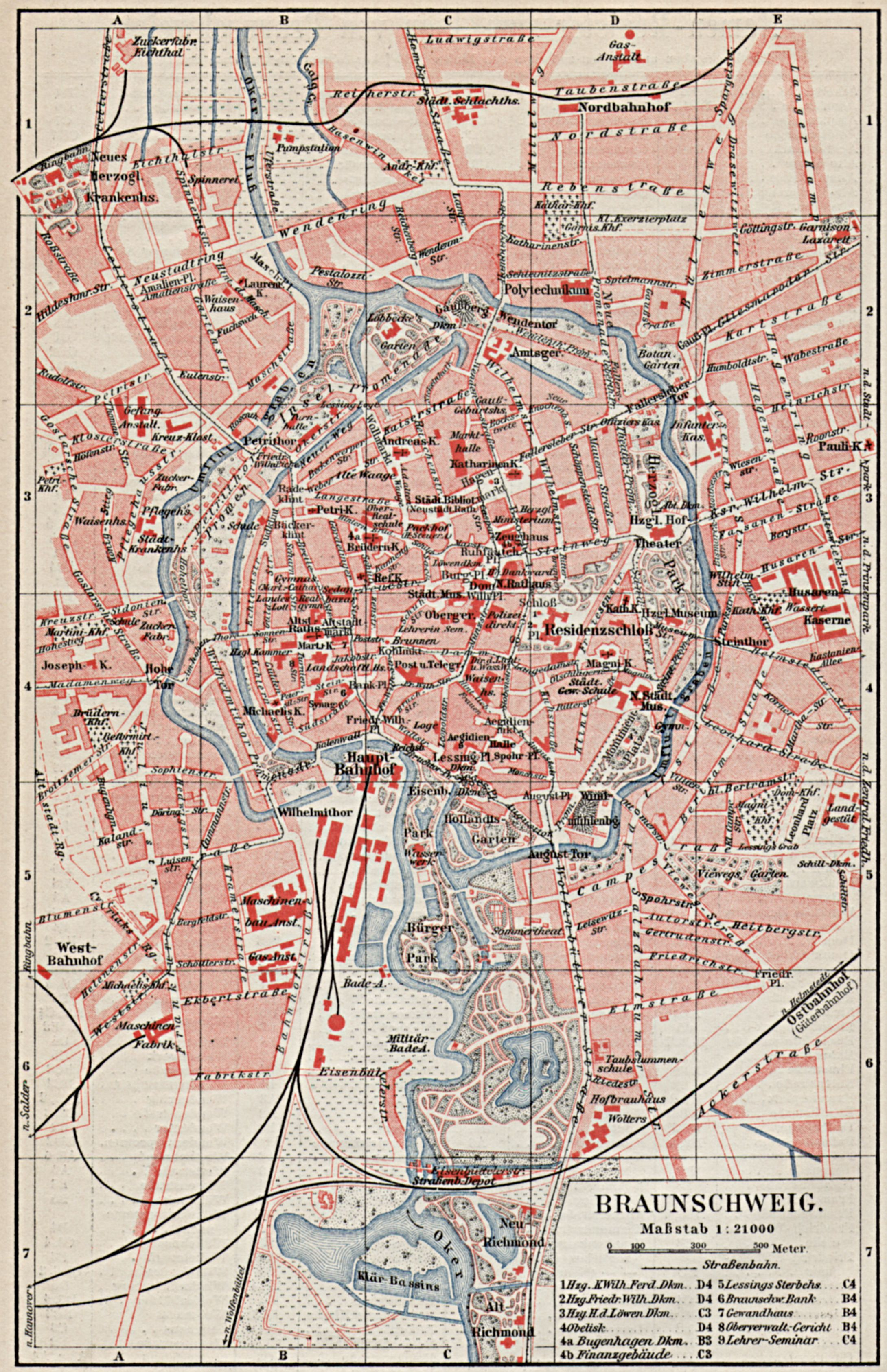
Historischer Stadtplan von 1905

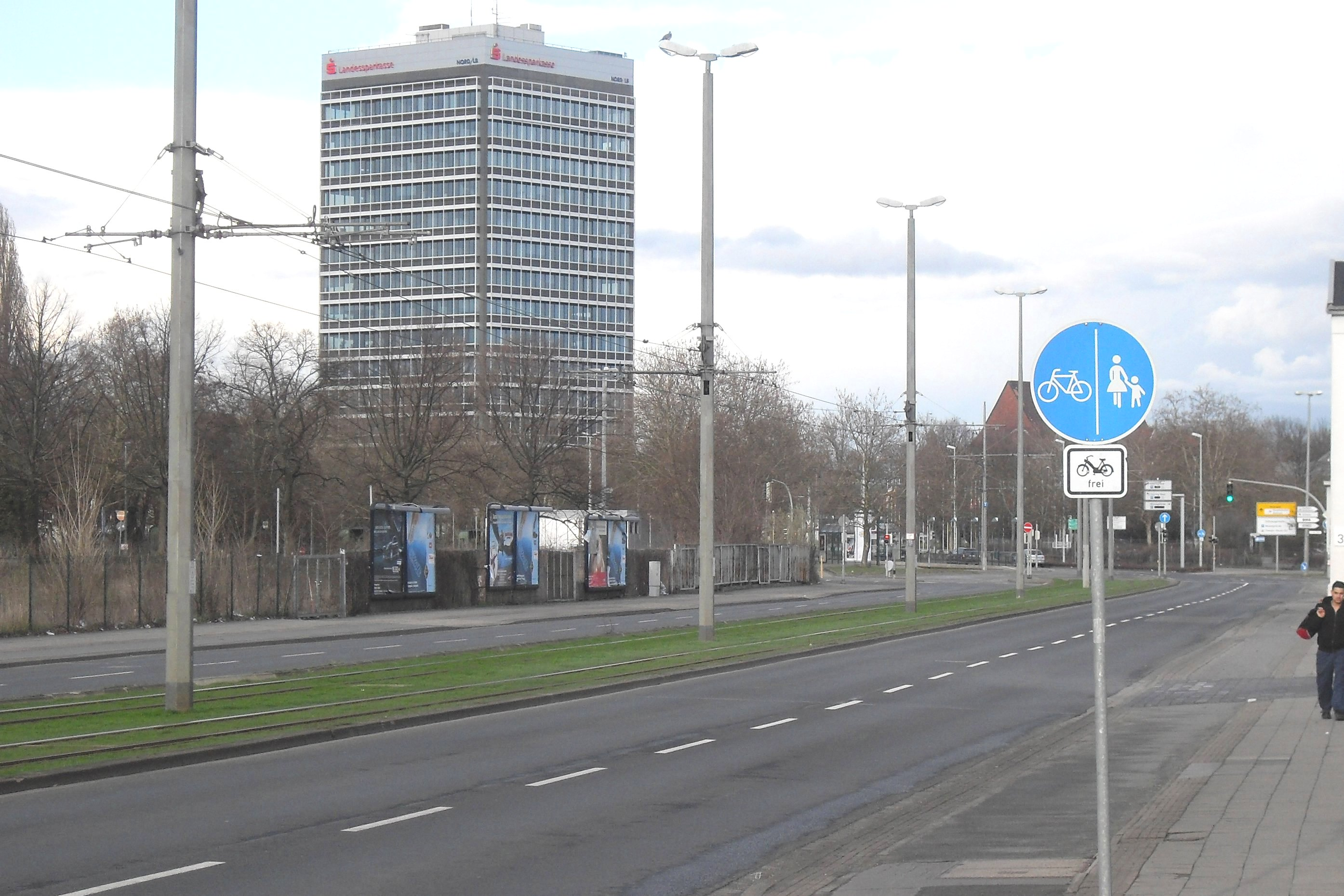
Blick auf die Frankfurter Straße in Richtung Europaplatz

Die Frankfurter Straße ist eine Straße im Westlichen Ringgebiet in Braunschweig.
Die Frankfurter Straße verlief einst von Braunschweig nach Rüningen. Mit dem Bau der Bundesautobahn 391 wurde der Teil südlich der Autobahn in Alte Frankfurter Straße umbenannt und der alte Straßenverlauf etwas verändert. Die Frankfurter Straße beginnt am Wilhelmitorwall und endet heute an der Theodor-Heuss-Straße.
Die Frankfurter Straße entstand als Handelsweg zwischen Braunschweig und Frankfurt am Main. Kaufleute aus Frankfurt unterhielten Handelsbeziehungen mit der Kaufsiedlung am heutigen Kohlmarkt. Zwischenzeitlich hieß sie „Strasse von Cassel“. Der Handelsweg verlief ursprünglich auf das Michaelistor und den heutigen Prinzenweg zu. Mit dem Ausbau des Walls wurde die Straße zum zwischen 1716 und 1719 erbauten Wilhelmitor verlegt und an die Güldenstraße angeschlossen, wodurch sie in Höhe der heutigen Luisenstraße nach Osten abknickt. Der ursprüngliche Verlauf der Straße nach Norden wurde zur heutigen Cammanstraße.
Im 19. Jahrhundert begann die Stadt sich über den alten mittelalterlichen Befestigungswall hinaus auszudehnen. Durch die Nähe zum damaligen Braunschweiger Hauptbahnhof und zum Westbahnhof siedelten sich während der Industrialisierung eine Vielzahl von Betrieben wie bspw. die Chininfabrik Braunschweig (heutige Buchler GmbH) im Jahr 1856 (das heutige Kontorhaus mit der Hausnummer 284–289) oder die Zuckerraffinerie Braunschweig AG (heutige Hausnummer 3) im Jahr 1857 an der Frankfurter Straße an. Mit ihnen entstanden Arbeiterhäuser.
1976 wurde ein Teil der Frankfurter Straße zum Sanierungsgebiet erklärt. Dabei entstand 1979 ein neuer Gebäudekomplex mit Wohnungen, Kindertagesstätten und Geschäften.
Zwischen 1996 und 1999 entstand auf dem Gelände der ehemaligen Braunschweiger Blechwarenfabrik das ARTmax, ein Zentrum für Kunst, Design, Medien und Business. In diesem Zusammenhang wurde die ehemalige, am 24. September 1986 unter Denkmalschutz gestellte, Zuckerraffinerie Braunschweig restauriert und einer neuen Nutzung zugeführt. Sie war zwischen 1900 und 1902 im Backsteinstil erbaut worden.
Zwischen 2002 und 2003 wurden die ehemaligen Wilke-Werke und Karges & Hammer abgerissen. An ihrer Stelle entstand ein neues Handelszentrum. Die Wilke-Werke wurden 1856 gegründet. 1978 gingen die Wilke-Werke in Konkurs. Mittelpunkt des Zentrums ist die Braunschweiger Niederlassung der Hornbach-Baumärkte.
Zwischen Helenenstraße und Cyriaksring wird die Frankfurter Straße zum Frankfurter Platz. Dieser wurde zu einem verkehrsberuhigten Platz umgestaltet. Am Frankfurter Platz endet der Ring und die Frankfurter Straße übernimmt den Verkehr aus Richtung Cyriaksring. Der Frankfurter Platz erhielt im Jahr 2011 eine durch den Verein AntiRost restaurierte Standuhr mit einer künstlerisch gestalteten Dachspitze als prägendes Element.
Der letzte landwirtschaftliche Hof in der Frankfurter Straße befand sich in unmittelbarer Nähe des Frankfurter Platzes, in der Frankfurter Straße 25. Er wurde noch bis Ende der 1940er Jahre von Wilhelm Bues bewirtschaftet. Das mit Schiefer behangene Fachwerk-Bauernhaus steht seit 1980 unter Denkmalschutz. Auf dem Gelände des ehemaligen Bauernhofes befindet sich heute das Unternehmen Karl H. Heusmann.
An der Frankfurter Straße befindet sich das Institut für Transportation Design.

Kulturdenkmale in der Frankfurter Straße
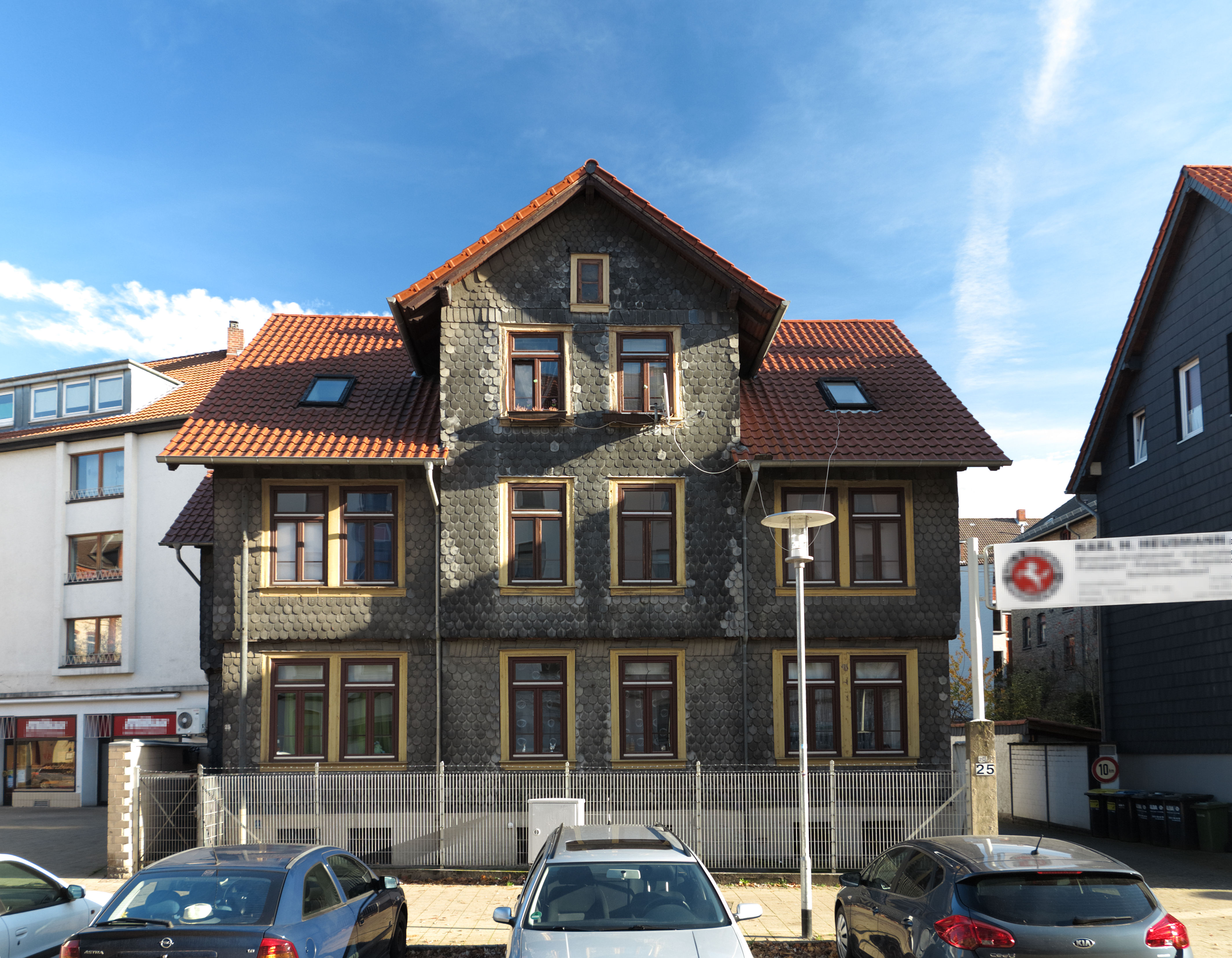
Frankfurter Straße 25
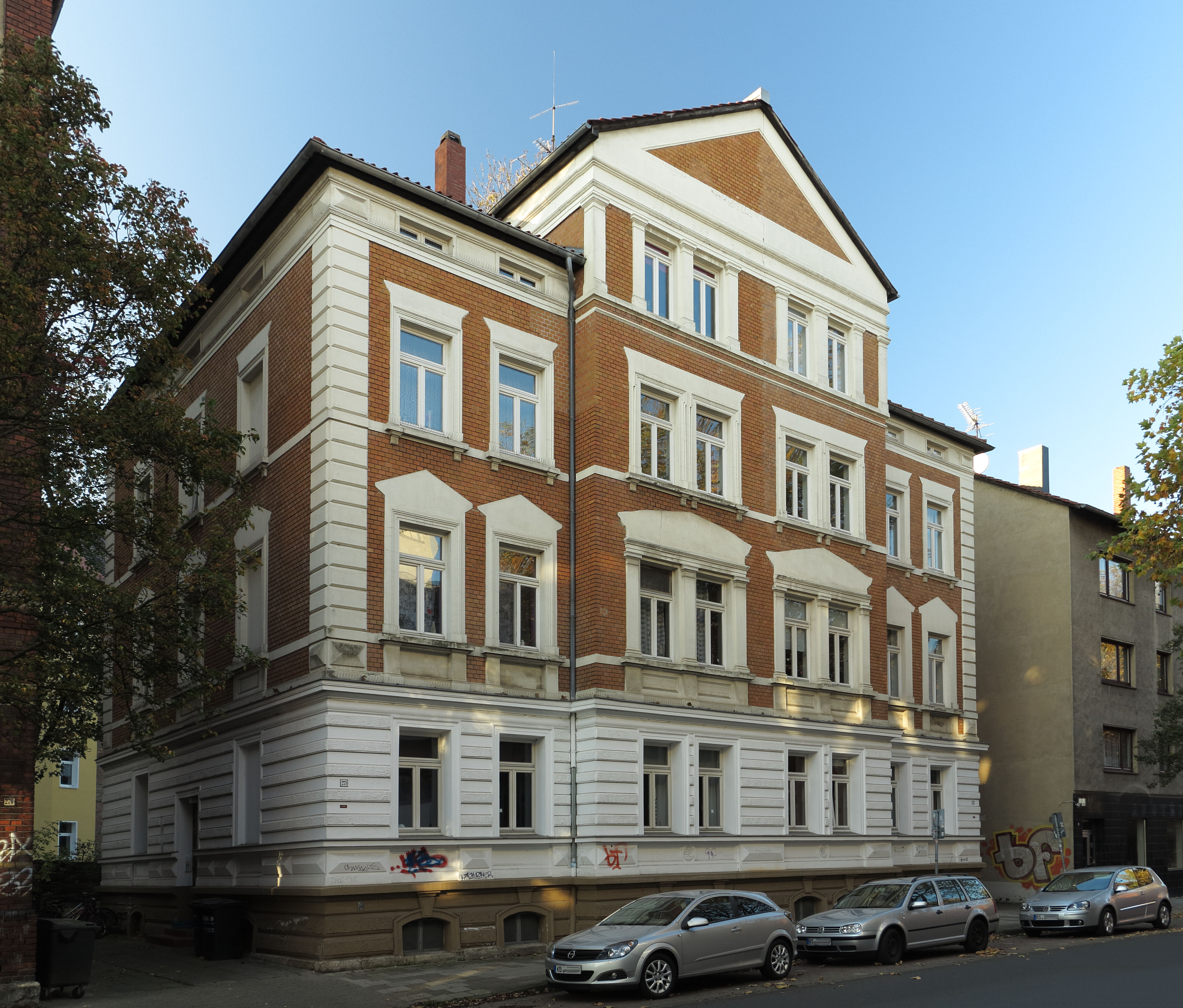
Frankfurter Straße 271

## Historische Aufnahmen

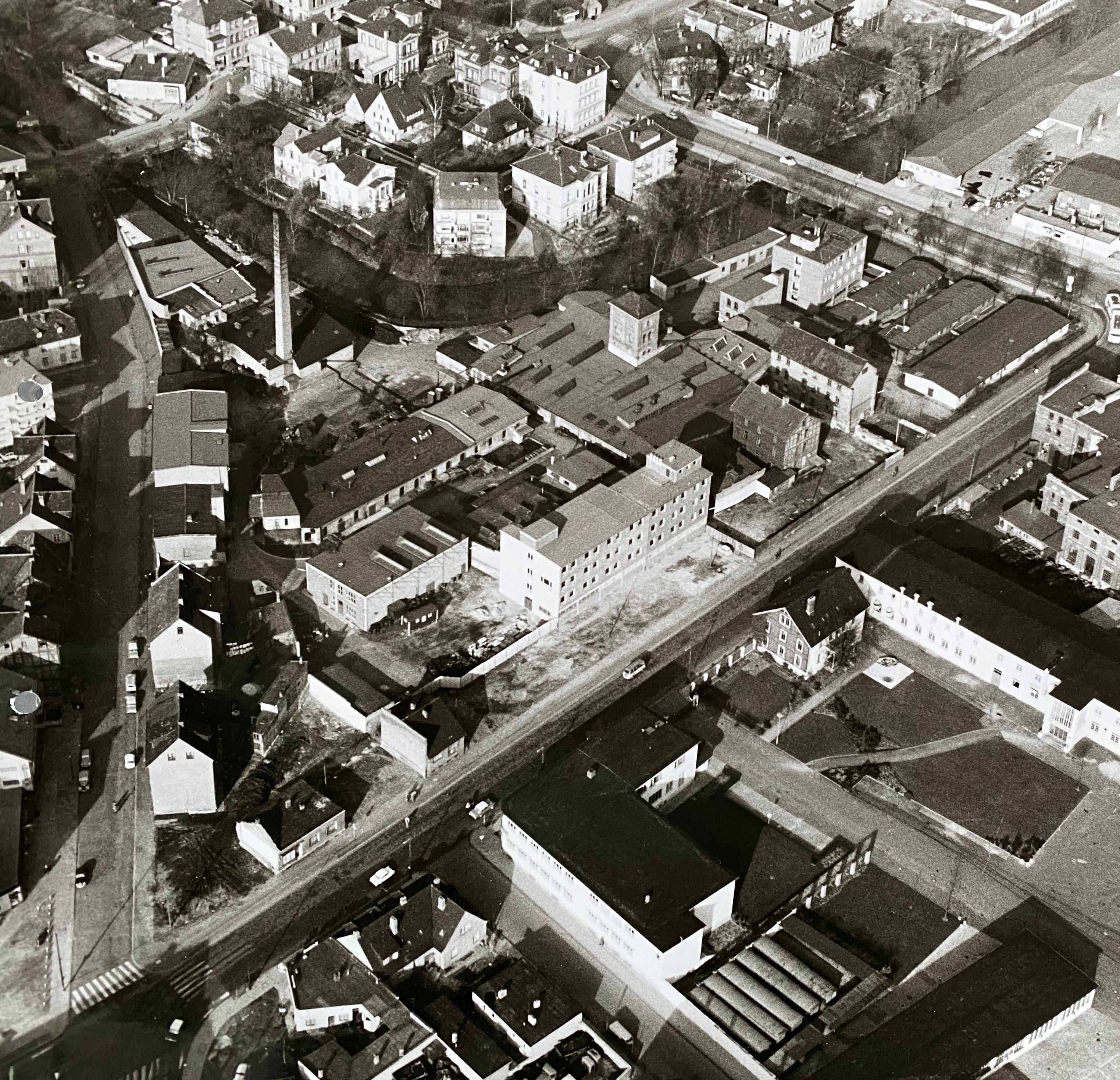
Luftbild vom Februar 1961[5] mit Blick auf die Chininfabrik Braunschweig (heute Buchler GmbH)
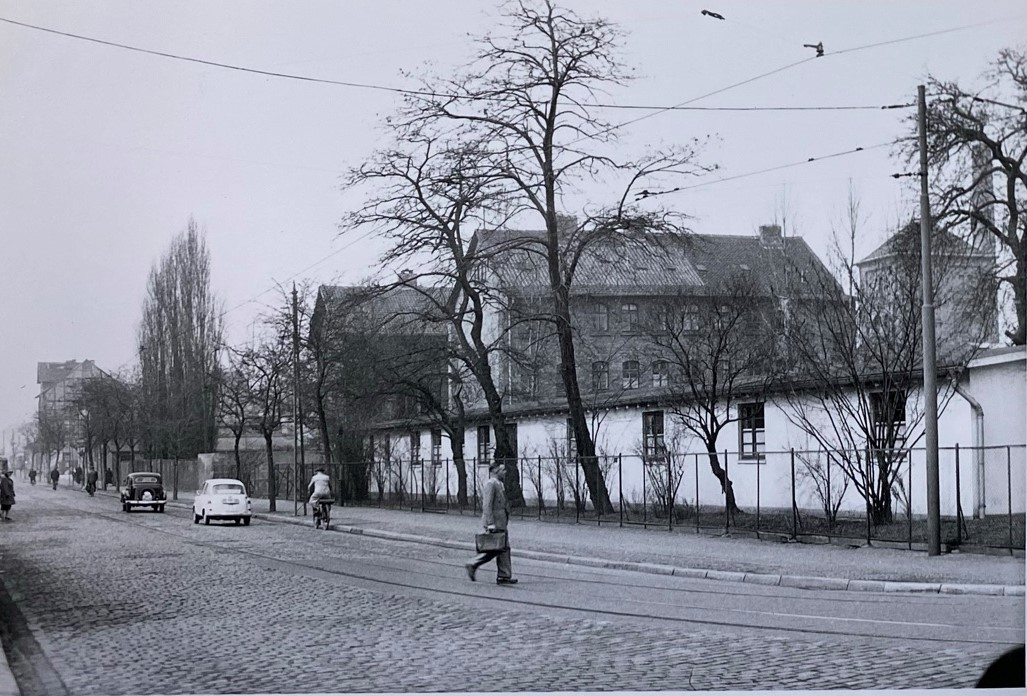
Blick vom Alten Bahnhof (heute Europaplatz) die Frankfurter Straße entlang im Jahr 1958
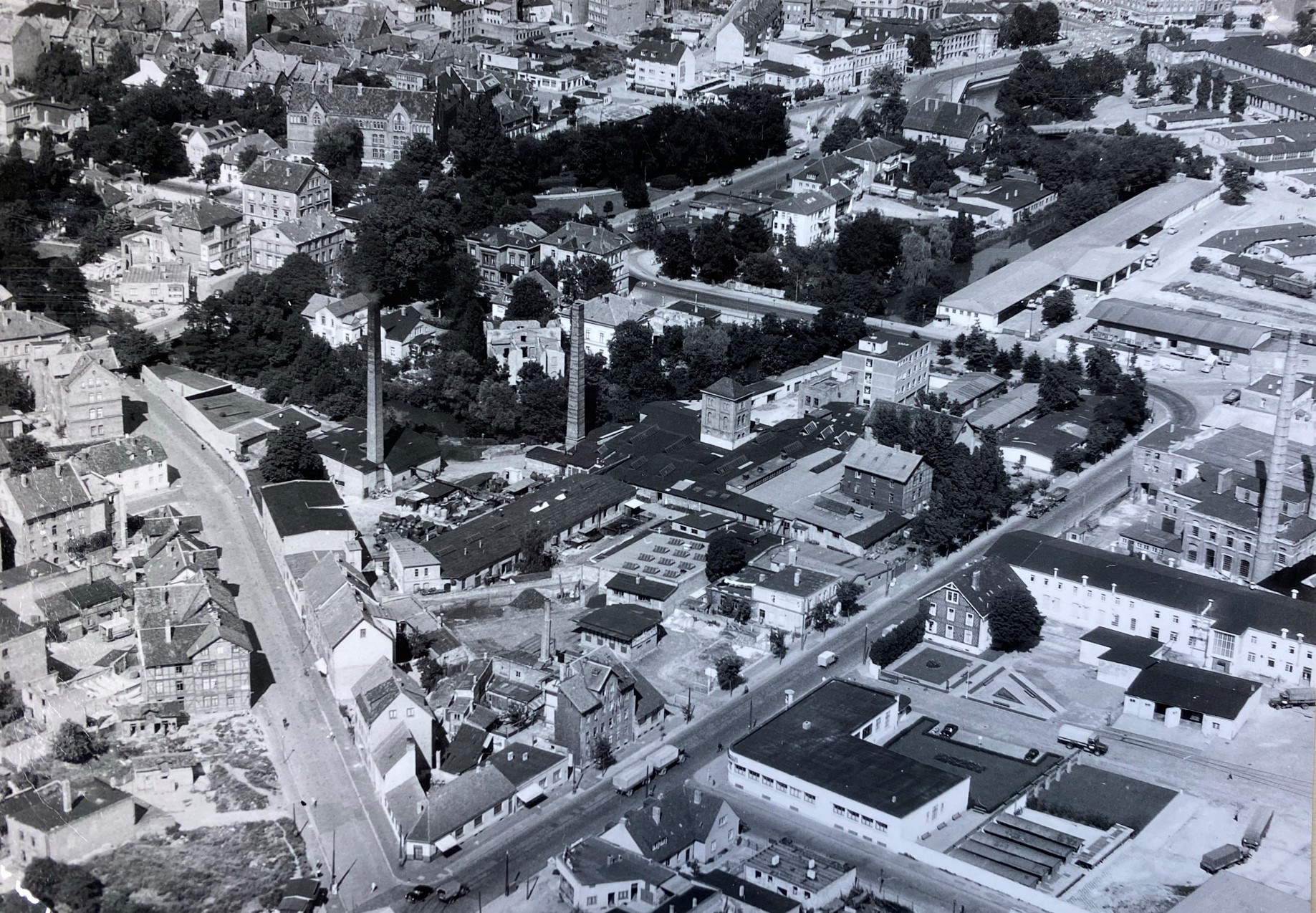
Chininfabrik Braunschweig (heute Buchler GmbH) im Jahr 1955.